# Bulbophyllum argyropus
Bulbophyllum argyropus é uma espécie de orquídea (família Orchidaceae) pertencente ao gênero Bulbophyllum. Foi descrita por Stephan Ladislaus Endlicher e Heinrich Gustav Reichenbach em 1875.